# Anomalías
Anomalías (coreano: 글리치 ; RR: Geullichi) es una serie de televisión de streaming de Corea del Sur dirigida por Roh Deok y escrita por Jin Han-sae. Protagonizada por Jeon Yeo-been, Nana, Lee Dong-hwi y Ryu Kyung-soo, cuenta la historia de Hong Ji-hyo (Jeon Yeo-been), quien intenta localizar a su novio desaparecido con la ayuda de los miembros de un club OVNI. Su estreno se produjo en 2022 en Netflix.

## Sinopsis
Hong Ji-hyo (Jeon Yeo-been) proviene de una familia rica con conexiones. Ella es contratada a través de sus conexiones familiares y tiene un trabajo estable. Una noche, su novio, con el que tenía una relación desde hacía de cuatro años, desaparece repentinamente. Ella descubre la verdad detrás de un misterioso secreto con la ayuda de una comunidad de observadores de ovnis. Heo Bo-ra (Nana), miembro de la comunidad de observadores de ovnis, usa un teclado como arma, con su ayuda, Hong Ji-hyo está buscando a su novio.

## Elenco

### Principal
- Jeon Yeo-been como Hong Ji-hyo.[5]
- Nana como Heo Bo-ra.[6]

### Secundario
- Lee Dong-hwi como Lee Si-kook, novio de Hong Ji-hyo.[7]
- Ryu Kyung-soo como Kim Byung-jo, un oficial de policía de vida.[8]
- Baek Joo-hee como Seo Hwa-jeong.
- Jung Da-bin como Kim Young-gi.[9]
- Ko Chang-seok como Kim Chan-woo.[10][11]
- Jeon Bae-soo como Hong Jong-sik, padre de Hong Ji-hyo.
- Kim Ja-young.
- Kim Gook-hee como Goo Hye-yeon.[12]
- Park Soo-young como Kwon Young-woong.[13]
- Kim Nam-hee como Ma Hyung-woo.[14]

## Producción

### Desarrollo
El 30 de diciembre de 2020, Netflix confirmó a través de un comunicado de prensa que distribuiría otra serie original coreana Glitch, que sería producida por Studio 329 y escrita por el guionista de la serie Extracurricular TV Jin Han-sae.
A Jeon Yeo-been se le ofreció el papel principal a principios de marzo. Su agencia anterior, J-Wide Company, informó que lo estaba considerando positivamente. A mediados de marzo, el director Roh Deok y Jeon Yeo-been confirmaron su incorporación a la serie. El 19 de marzo de 2021, se confirmó que Nana desempeñaría el papel de streamer de contracción en la serie.

### Rodaje
El 23 de julio, la filmación de la serie se detuvo temporalmente debido a la pandemia de COVID-19 en Corea del Sur. Se informó que un ejecutante auxiliar fue confirmado con el COVID-19. El rodaje se inició el 21 de mayo de 2021 hasta el 23 de diciembre de 2021.

## Premios y nominaciones
| Año  | Premios               | Categoría      | Candidato     | Resultado | Ref.   |
| ---- | --------------------- | -------------- | ------------- | --------- | ------ |
| 2023 | Director's Cut Awards | Mejor director | Roh Deok      | Nominado  | [ 20 ] |
| 2023 | Director's Cut Awards | Mejor guion    | Gin Han-sai   | Nominada  | [ 20 ] |
| 2023 | Director's Cut Awards | Mejor actriz   | Jeon Yeo-been | Nominada  | [ 20 ] |